# Audi A4 B7
L'Audi A4 B7 (sigla di progetto Typ 8E) è la terza generazione dell'Audi A4, un'autovettura di segmento D prodotta dalla casa automobilistica tedesca Audi dal 2004 al 2009.

## Storia e profilo

### Caratteristiche
Pur portando la sigla B7 identificativa di una nuova generazione è in realtà un deciso restyling della B6 con motorizzazioni rinnovate e aggiornamenti minori alla meccanica (al 1,9 TDI iniettore-pompa viene affiancato il nuovo 2.0 TDI iniettore-pompa da 140 e 170 CV), questo restyling era stilisticamente concentrato solo nella carrozzeria, dove vennero ridisegnati il frontale, ora più simile a quello della contemporanea A6, con una nuova calandra "single frame" e nuovi gruppi ottici con il lato inferiore ondulato. Nuovo anche il disegno del paraurti, con nuove prese d'aria e inediti faretti tondi. Anche la coda fu oggetto di sostanziose rivisitazioni, sia nel disegno del terzo volume in sé, sia in quello dei gruppi ottici, che da quadrangolari divennero più allungati in senso orizzontale e anch'essi con un andamento ondulato nel lato inferiore. Nel complesso, la vettura risultava più lunga di 38 mm rispetto al modello precedente, il che dà l'idea dell'entità dei lavori di aggiornamento dei designer. Molto meno evidenti le modifiche nell'abitacolo, limitate ad un nuovo volante e a nuovi abbinamenti di colori e materiali.

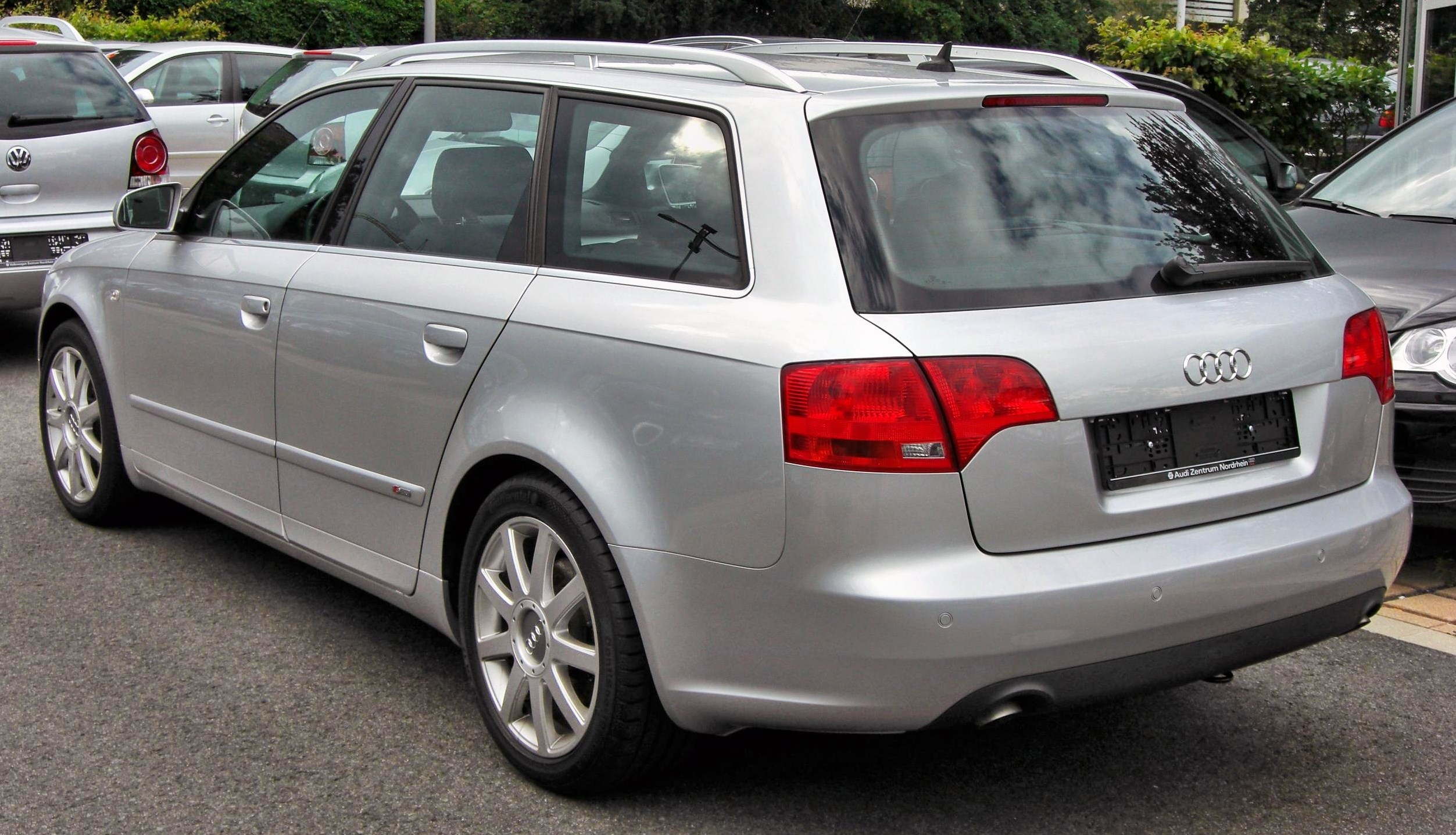
Posteriore di una Audi A4 B7 Avant

La B7 presentava piccoli aggiornamenti alla scocca con un nuovo tunnel centrale ridisegnato per far posto ad un nuovo cambio "Multitronic" e al filtro del particolato mentre il montate "B" fu ottimizzato per l'urto laterale. Aggiornamenti minori anche alle sospensioni con nuove molle ed ammortizzatori, quelle anteriori a quadrilatero alto ad asse sterzante virtuale videro l'adozione di nuovi bracci, per quelli superiori furono adottati quelli della S4 mentre quello principale inferiore venne riprogettato, il telaio ausiliare anteriore e la barra stabilizzatrice vennero ridisegnati per poter montare i motori 4 cilindri più in basso, mentre al posteriore, il trapezio inferiore del multilink a 4 bracci fece uso delle boccole dell'A6 C6. Lo sterzo idraulico a cremagliera e pignone fu soggetto a modifiche, in particolare migliorando la precisione in curva e il feedback all'effetto di roll steer, il "Servotronic" ovvero la servoassistenza variabile in funzione della velocità, divenne standard per tutte le motorizzazioni a 6 cilindri e per il 2.0 litri TFSI mentre era opzionale per gli altri modelli a 4 cilindri con potenze di 96 kW e superiori. Migliorie anche all'impianto frenante e al sistema ESP. Novità più rilevanti invece nella gamma motori, costituita da dieci unità, di cui sei a benzina e quattro a gasolio, al debutto della A4 B7:
- 1.6: motore di base a benzina da 1595 cm3 e con potenza massima di 102 CV;
- 1.8 T: motore a benzina da 1781 cm3, sovralimentato mediante turbocompressore ed in grado di erogare una potenza massima di 163 CV;
- 2.0: motore a benzina da 1984 cm3 con potenza massima di 130 CV;
- 2.0 TFSI: motore a benzina da 1984 cm3, con alimentazione ad iniezione diretta, turbcompressore e potenza massima di 200 CV;
- 3.2 FSI: motore V6 aspirato a benzina da 3123 cm3, con alimentazione ad iniezione diretta e potenza massima di 256 CV;
- S4: motore V8 da 4163 cm3, con alimentazione atmosferica e potenza massima di 344 CV;
- 1.9 TDI: motorizzazione di base fra quelle a gasolio, costituita da un'unità da 1896 cm3 con alimentazione ad iniettore-pompa, turbocompressore e potenza massima di 115 CV;
- 2.0 TDI: motore da 1968 cm3, con alimentazione ad iniettore-pompa, turbocompressore e potenza di 140 e 170 CV; il 170 CV ebbe frequenti problemi agli iniettori, con conseguente richiamo ufficiale Audi.
- 2.5 TDI: motore V6 da 2496 cm3 con turbocompressore e potenza massima di 163 CV;
- 3.0 TDI: motore V6 da 2967 cm3 con alimentazione ad iniezione diretta common rail, turbocompressore e potenza massima di 204 CV.

Vale la pena notare che il 1.6, il 1.8 T, il 2 litri aspirato, il V8 da 4,2 litri e il 1.9 TDI sono motori ripresi direttamente dalla gamma della B6, pur con alcuni aggiornamenti che li hanno portati a rispettare la normativa Euro 4. Questi aggiornamenti vennero applicati comunque anche nelle motorizzazioni.
Variegato l'insieme di tipologie di trasmissione utilizzate a seconda delle motorizzazioni e del tipo di trazione. Piuttosto complesso anche il criterio di attribuzione di una tipologia di cambio ad ogni motore piuttosto che ad un altro:
- cambio manuale a 5 marce: previsto di serie in abbinamento ai motori a benzina a 4 cilindri, cioè quelli compresi fra il 1.6 e il 2.0 (ma solo se a trazione anteriore), più il 1.9 TDI;
- cambio manuale a 6 marce: previsto di serie in abbinamento a tutte le versioni a trazione integrale, anche se benzina a 4 cilindri, più la Audi S4 e tutte le versioni diesel superiori al 1.9 TDI;
- cambio a variazione continua Multitronic: previsto di serie sulla 3.2 FSI a trazione anteriore e, in diversi mercati, anche sulla 2.5 TDI, che in questo caso non prevedeva quindi il già citato cambio manuale a 6 marce.

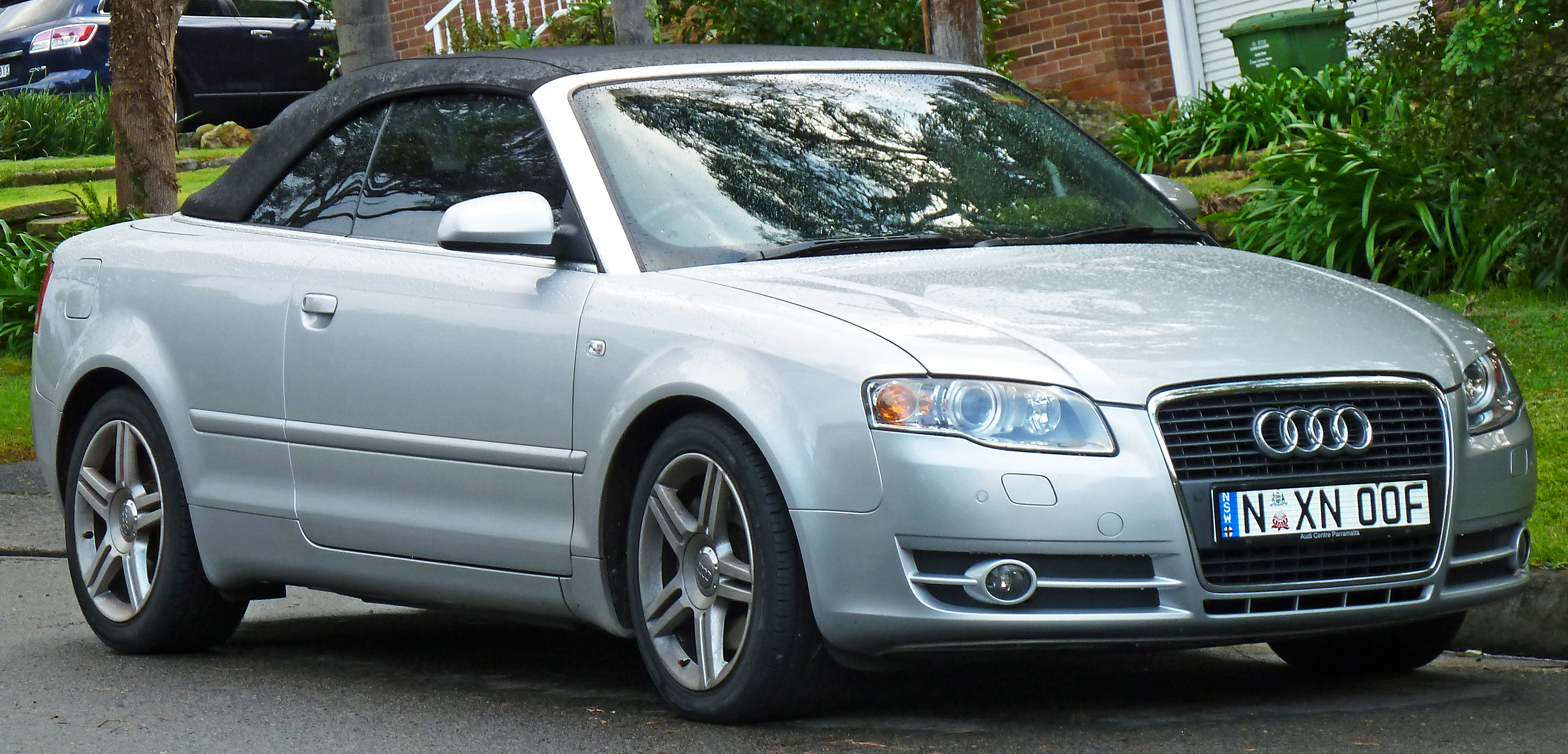
Una versione cabriolet nata all'inizio del 2006

## Evoluzione

### Carriera commerciale
La produzione della A4 B7 venne avviata nel novembre del 2004, sia come berlina che come station wagon, denominata Avant, come di consueto. La versione cabriolet, per il momento sarebbe stata basata ancora sulla B6. Nel giugno dell'anno seguente, ecco arrivare una nuova versione, la A4 DTM Edition, spinta da una variante più potente del 2 litri turbo, in cui la potenza crebbe da 200 a 220 CV. La versione "normale" con il 2 litri da 200 CV rimase comunque regolarmente in listino. Tre mesi dopo vi fu il lancio della nuova top di gamma, ossia la seconda generazione della RS4, esternamente riconoscibile per i passaruota allargati e per il paraurti anteriore con prese d'aria più larghe e dal disegno specifico, mentre nell'abitacolo era presente un allestimento interno sportivo. Sotto il cofano venne invece montato un V8 aspirato da 4,2 litri ad iniezione diretta con potenza massima di ben 420 CV. La RS4 venne prevista sia come berlina che come station wagon. Pochissimi mesi dopo il suo lancio, la RS4 venne prevista anche come cabriolet, visto che nel gennaio del 2006 debuttò la nuova versione "aperta" su base B7. Alla fine del 2005 tutti i diesel vennero dotati di filtro antiparticolato, mentre venne introdotto un nuovo 2 litri turbodiesel potenziato a 170 CV e che avrebbe sostituito il 2.5 V6 TDI. Sempre fra la fine del 2005 e l'inizio del 2006, il 3 litri turbodiesel da 204 CV venne sostituito da due motorizzazioni: da una parte una nuova versione dello stesso 3 litri, ma con potenza massima di 233 CV; dall'altra, un inedito motore da 2,7 litri e con potenza massima di 180 CV. Nell'ottobre del 2006 venne invece introdotta la versione 2.0 TFSI e, dove la lettera e stava per Economy. Si trattava di una versione studiata per ridurre i consumi e l'inquinamento: era caratterizzata da un allestimento specifico che comprendeva l'indicatore della marcia inserita, degli pneumatici a bassa resistenza al rotolamento, una sesta marcia molto lunga, il cofano motore in alluminio ed un kit paraurti dal disegno specificamente studiato per ridurre la resistenza aerodinamica. Il suo motore era una versione depotenziata del 2 litri turbo, in cui la potenza scese da 200 a 170 CV. A partire dal mese di maggio del 2007, la versione Economy divenne disponibile anche con motore 1.9 TDI, in questo caso senza depotenziamenti. Fu l'ultimo aggiornamento alla gamma motori dell'Audi A4 B7: a settembre vi fu il lancio della nuova generazione, siglata B8, inizialmente solo come berlina. Le versioni Avant e cabriolet rimasero in listino ancora per diversi mesi: la station wagon fino al mese di marzo 2008 e la cabriolet addirittura fino al febbraio 2009. Quest'ultima venne sostituita dell'Audi A5, proposta anche come coupé.

## Motorizzazioni
Di seguito vengono riepilogate le caratteristiche relative alle varie versioni costituenti la gamma della terza generazione dell'Audi A4:
| Audi A4 B7 (2004-09) |             |           |            |                                                      |                |                |           |                       |                    |              |                     |                    |                       |                    |
| Modello | Carrozzeria | Motore    | Cilindrata | Alimentazione                                        | Potenza CV/rpm | Coppia Nm/rpm  | Trazione  | Cambio/ N°rapporti    | Massa a vuoto (kg) | Velocità max | Acceler. 0–100 km/h | Consumo (l/100 km) | Emissioni CO2/ (g/km) | Anni di produzione |
| Versioni a benzina |             |           |            |                                                      |                |                |           |                       |                    |              |                     |                    |                       |                    |
| 1.6 | Berlina     | ALZ       | 1595       | Iniezione indiretta                                  | 102/5600       | 148/3800       | Anteriore | Manuale 5 marce       | 1.300              | 190          | 12"6                | 7,7                | 185                   | 11/2004-09/2007    |
| 1.6 | Avant       | ALZ       | 1595       | Iniezione indiretta                                  | 102/5600       | 148/3800       | Anteriore | Manuale 5 marce       | 1.360              | 186          | 13"                 | 7,8                | 187                   | 11/2004-03/2008    |
| 1.8 T 20v | Berlina     | BFB       | 1781       | Iniezione indiretta + turbocompressore + intercooler | 163/5700       | 225/ 1950-4700 | Anteriore | Manuale 5 marce       | 1.390              | 228          | 8"6                 | 8,2                | 197                   | 11/2004-09/2007    |
| 1.8 T 20v | Avant       | BFB       | 1781       | Iniezione indiretta + turbocompressore + intercooler | 163/5700       | 225/ 1950-4700 | Anteriore | Manuale 5 marce       | 1.450              | 225          | 8"8                 | 8,3                | 199                   | 11/2004-03/2008    |
| 1.8 T 20v | Cabriolet   | BFB       | 1781       | Iniezione indiretta + turbocompressore + intercooler | 163/5700       | 225/ 1950-4700 | Anteriore | Manuale 5 marce       | 1.540              | 226          | 9"4                 | 8,3                | 199                   | 01/2006-03/2008    |
| 1.8 T 20v quattro | Berlina     | BFB       | 1781       | Iniezione indiretta + turbocompressore + intercooler | 163/5700       | 225/ 1950-4700 | Integrale | Manuale 6 marce       | 1.470              | 226          | 8"7                 | 9,2                | 221                   | 11/2004-09/2007    |
| 1.8 T 20v quattro | Avant       | BFB       | 1781       | Iniezione indiretta + turbocompressore + intercooler | 163/5700       | 225/ 1950-4700 | Integrale | Manuale 6 marce       | 1.520              | 223          | 8"9                 | 9,2                | 221                   | 11/2004-03/2008    |
| 2.0 20v | Berlina     | ALT       | 1984       | Iniezione indiretta                                  | 130/5700       | 195/3300       | Anteriore | Manuale 5 marce       | 1.340              | 212          | 9"9                 | 8                  | 192                   | 11/2004-09/2007    |
| 2.0 20v | Avant       | ALT       | 1984       | Iniezione indiretta                                  | 130/5700       | 195/3300       | Anteriore | Manuale 5 marce       | 1.400              | 208          | 10"1                | 8                  | 192                   | 11/2004-03/2008    |
| 2.0 TFSI e | Berlina     | BPJ       | 1984       | Iniezione diretta + turbocompressore + intercooler   | 170/ 4300-6000 | 280/ 1800-4200 | Anteriore | Manuale 6 marce       | 1.425              | 230          | 8"3                 | 7,1                | 169                   | 10/2006-09/2007    |
| 2.0 TFSI e | Avant       | BPJ       | 1984       | Iniezione diretta + turbocompressore + intercooler   | 170/ 4300-6000 | 280/ 1800-4200 | Anteriore | Manuale 6 marce       | 1.485              | 225          | 8"6                 | 7,2                | 171                   | 10/2006-03/2008    |
| 2.0 TFSI | Berlina     | BGB/BWE   | 1984       | Iniezione diretta + turbocompressore + intercooler   | 200/ 5100-6000 | 280/ 1800-5000 | Anteriore | Manuale 5 marce       | 1.425              | 241          | 7"3                 | 8                  | 185                   | 11/2004-09/2007    |
| 2.0 TFSI | Avant       | BGB/BWE   | 1984       | Iniezione diretta + turbocompressore + intercooler   | 200/ 5100-6000 | 280/ 1800-5000 | Anteriore | Manuale 5 marce       | 1.485              | 235          | 7"6                 | 7,8                | 186                   | 11/2004-03/2008    |
| 2.0 TFSI | Cabriolet   | BGB/BWE   | 1984       | Iniezione diretta + turbocompressore + intercooler   | 200/ 5100-6000 | 280/ 1800-5000 | Anteriore | Manuale 5 marce       | 1.555              | 238          | 7"9                 | 8,3                | 199                   | 01/2006-02/2009    |
| 2.0 TFSI quattro | Berlina     | BGB/BWE   | 1984       | Iniezione diretta + turbocompressore + intercooler   | 200/ 5100-6000 | 280/ 1800-5000 | Integrale | Manuale 6 marce       | 1.490              | 238          | 7"2                 | 8,8                | 211                   | 11/2004-09/2007    |
| 2.0 TFSI quattro | Avant       | BGB/BWE   | 1984       | Iniezione diretta + turbocompressore + intercooler   | 200/ 5100-6000 | 280/ 1800-5000 | Integrale | Manuale 6 marce       | 1.540              | 233          | 7"5                 | 8,8                | 209                   | 11/2004-03/2008    |
| 2.0 TFSI DTM Edition | Berlina     | BUL       | 1984       | Iniezione diretta + turbocompressore + intercooler   | 220/ 5900-6100 | 280/ 2200-4000 | Anteriore | Manuale 6 marce       | 1.455              | 247          | 7"1                 | 8                  | 194                   | 06/2005-09/2007    |
| 2.0 TFSI DTM Edition | Avant       | BUL       | 1984       | Iniezione diretta + turbocompressore + intercooler   | 220/ 5900-6100 | 280/ 2200-4000 | Anteriore | Manuale 6 marce       | 1.515              | 241          | 7"4                 | 8,2                | 194                   | 06/2005-03/2008    |
| 2.0 TFSI DTM Edition quattro | Berlina     | BUL       | 1984       | Iniezione diretta + turbocompressore + intercooler   | 220/ 5900-6100 | 280/ 2200-4000 | Integrale | Manuale 6 marce       | 1.520              | 244          | 6"9                 | 9                  | 216                   | 06/2005-09/2007    |
| 2.0 TFSI DTM Edition quattro | Avant       | BUL       | 1984       | Iniezione diretta + turbocompressore + intercooler   | 220/ 5900-6100 | 280/ 2200-4000 | Integrale | Manuale 6 marce       | 1.580              | 238          | 7"1                 | 9                  | 214                   | 06/2005-03/2008    |
| 3.2 FSI V6 | Berlina     | AUK       | 3123       | Iniezione diretta                                    | 256/6500       | 330/3250       | Anteriore | A variazione continua | 1.490              | 250          | 6"8                 | 9,5                | 227                   | 11/2004-09/2007    |
| 3.2 FSI V6 | Avant       | AUK       | 3123       | Iniezione diretta                                    | 256/6500       | 330/3250       | Anteriore | A variazione continua | 1.550              | 245          | 7"                  | 9,6                | 230                   | 11/2004-03/2008    |
| 3.2 FSI V6 | Cabriolet   | AUK       | 3123       | Iniezione diretta                                    | 256/6500       | 330/3250       | Anteriore | A variazione continua | 1.650              | 250          | 7"2                 | 9,6                | 229                   | 01/2006-02/2009    |
| 3.2 FSI V6 quattro | Berlina     | AUK       | 3123       | Iniezione diretta                                    | 256/6500       | 330/3250       | Integrale | Manuale 6 marce       | 1.530              | 250          | 6"4                 | 10,5               | 250                   | 11/2004-09/2007    |
| 3.2 FSI V6 quattro | Avant       | AUK       | 3123       | Iniezione diretta                                    | 256/6500       | 330/3250       | Integrale | Manuale 6 marce       | 1.590              | 250          | 6"6                 | 10,6               | 252                   | 11/2004-03/2008    |
| 3.2 FSI V6 quattro | Cabriolet   | AUK       | 3123       | Iniezione diretta                                    | 256/6500       | 330/3250       | Integrale | Manuale 6 marce       | 1.695              | 250          | 6"8                 | 11                 | 264                   | 01/2006-02/2009    |
| S4 | Berlina     | BBK       | 4163       | Iniezione indiretta                                  | 344/7000       | 410/3500       | Integrale | Manuale 6 marce       | 1.660              | 250          | 5"6                 | 13,3               | 321                   | 11/2004-09/2007    |
| S4 | Avant       | BBK       | 4163       | Iniezione indiretta                                  | 344/7000       | 410/3500       | Integrale | Manuale 6 marce       | 1.720              | 250          | 5"8                 | 13,4               | 322                   | 11/2004-03/2008    |
| S4 | Cabriolet   | BBK       | 4163       | Iniezione indiretta                                  | 344/7000       | 410/3500       | Integrale | Manuale 6 marce       | 1.855              | 250          | 5"9                 | 13,8               | 331                   | 01/2006-02/2009    |
| RS4 | Berlina     | BNS       | 4163       | Iniezione diretta                                    | 420/7800       | 430/5500       | Integrale | Manuale 6 marce       | 1.650              | 250          | 4"8                 | 13,7               | 329                   | 09/2005-09/2007    |
| RS4 | Avant       | BNS       | 4163       | Iniezione diretta                                    | 420/7800       | 430/5500       | Integrale | Manuale 6 marce       | 1.710              | 250          | 4"9                 | 13,5               | 324                   | 09/2005-03/2008    |
| RS4 | Cabriolet   | BNS       | 4163       | Iniezione diretta                                    | 420/7800       | 430/5500       | Integrale | Manuale 6 marce       | 1.845              | 250          | 4"9                 | 13,9               | 324                   | 09/2005-02/2009    |
| Versioni diesel |             |           |            |                                                      |                |                |           |                       |                    |              |                     |                    |                       |                    |
| 1.9 TDI | Berlina     | BKE / BRB | 1896       | Iniettore-pompa                                      | 115/4000       | 285/1900       | Anteriore | Manuale 5 marce       | 1.390              | 201          | 11"2                | 5,6                | 154                   | 11/2004-09/2007    |
| 1.9 TDI | Avant       | BKE / BRB | 1896       | Iniettore-pompa                                      | 115/4000       | 285/1900       | Anteriore | Manuale 5 marce       | 1.450              | 197          | 11"5                | 5,8                | 159                   | 11/2004-03/2008    |
| 1.9 TDI e | Berlina     | -         | 1896       | Iniettore-pompa                                      | 115/4000       | 285/1900       | Anteriore | Manuale 6 marce       | 1.390              | 201          | 11"2                | 5,4                | 137                   | 05/2007-09/2007    |
| 1.9 TDI e | Avant       | -         | 1896       | Iniettore-pompa                                      | 115/4000       | 285/1900       | Anteriore | Manuale 6 marce       | 1.450              | 197          | 11"5                | 5,3                | 139                   | 05/2007-03/2008    |
| 2.0 TDI | Berlina     | BRE / BLB | 1968       | Iniettore-pompa                                      | 140/4000       | 320/ 1750-2500 | Anteriore | Manuale 6 marce       | 1.430              | 212          | 9"7                 | 5,7                | 153                   | 11/2004-11/2005    |
| 2.0 TDI | Avant       | BRE / BLB | 1968       | Iniettore-pompa                                      | 140/4000       | 320/ 1750-2500 | Anteriore | Manuale 6 marce       | 1.490              | 207          | 9"9                 | 6,1                | 161                   | 11/2004-12/2005    |
| 2.0 TDI FAP (140 CV) | Berlina     | BPW       | 1968       | Iniettore-pompa                                      | 140/4000       | 320/ 1750-2500 | Anteriore | Manuale 6 marce       | 1.430              | 212          | 9"7                 | 6                  | 159                   | 11/2004-09/20071   |
| 2.0 TDI FAP (140 CV) | Avant       | BPW       | 1968       | Iniettore-pompa                                      | 140/4000       | 320/ 1750-2500 | Anteriore | Manuale 6 marce       | 1.490              | 207          | 9"9                 | 6,1                | 162                   | 11/2004-03/20081   |
| 2.0 TDI FAP (140 CV) | Cabriolet   | BPW       | 1968       | Iniettore-pompa                                      | 140/4000       | 320/ 1750-2500 | Anteriore | Manuale 6 marce       | 1.600              | 207          | 10"4                | 6,4                | 172                   | 01/2006-03/2009    |
| 2.0 TDI FAP quattro (140 CV) | Berlina     | BPW       | 1968       | Iniettore-pompa                                      | 140/4000       | 320/ 1750-2500 | Integrale | Manuale 6 marce       | 1.500              | 207          | 9"7                 | 6,6                | 176                   | 12/2005-09/20071   |
| 2.0 TDI FAP quattro (140 CV) | Avant       | BPW       | 1968       | Iniettore-pompa                                      | 140/4000       | 320/ 1750-2500 | Integrale | Manuale 6 marce       | 1.560              | 203          | 10"                 | 6,7                | 178                   | 12/2005-03/20081   |
| 2.0 TDI FAP (170 CV) | Berlina     | BRD       | 1968       | Iniettore-pompa                                      | 170/4200       | 350/ 1750-2500 | Anteriore | Manuale 6 marce       | 1.450              | 228          | 8"6                 | 5,8                | 154                   | 01/2006-09/2007    |
| 2.0 TDI FAP (170 CV) | Avant       | BRD       | 1968       | Iniettore-pompa                                      | 170/4200       | 350/ 1750-2500 | Anteriore | Manuale 6 marce       | 1.510              | 222          | 8"8                 | 5,8                | 154                   | 01/2006-03/2008    |
| 2.0 TDI FAP quattro (170 CV) | Berlina     | BRD       | 1968       | Iniettore-pompa                                      | 170/4200       | 350/ 1750-2500 | Integrale | Manuale 6 marce       | 1.530              | 226          | 8"5                 | 6,7                | 177                   | 01/2006-09/2007    |
| 2.0 TDI FAP quattro (170 CV) | Avant       | BRD       | 1968       | Iniettore-pompa                                      | 170/4200       | 350/ 1750-2500 | Integrale | Manuale 6 marce       | 1.590              | 216          | 8"8                 | 6,8                | 179                   | 01/2006-03/2008    |
| 2.5 TDI | Berlina     | BDG       | 2496       | Iniezione diretta                                    | 163/4000       | 350/ 1500-3000 | Anteriore | Manuale 6 marce       | 1.520              | 227          | 8"8                 | 6,8                | 184                   | 11/2004-12/2005    |
| 2.5 TDI | Avant       | BDG       | 2496       | Iniezione diretta                                    | 163/4000       | 350/ 1500-3000 | Anteriore | Manuale 6 marce       | 1.580              | 224          | 9"                  | 6,9                | 186                   | 11/2004-12/2005    |
| 2.5 TDI Multitronic | Berlina     | BCZ       | 2496       | Iniezione diretta                                    | 163/4000       | 310/ 1400-3600 | Anteriore | A variazione continua | 1.520              | 219          | 8"9                 | 6,8                | 184                   | 11/2004-12/20052   |
| 2.5 TDI Multitronic | Avant       | BCZ       | 2496       | Iniezione diretta                                    | 163/4000       | 310/ 1400-3600 | Anteriore | A variazione continua | 1.580              | 217          | 9"2                 | 6,9                | 186                   | 11/2004-12/20052   |
| 2.7 TDI | Berlina     | BPP       | 2698       | Iniezione diretta common rail                        | 180/ 3300-4250 | 380/ 1400-3300 | Anteriore | Manuale 6 marce       | 1.540              | 230          | 8"4                 | 6,7                | 179                   | 01/2006-09/2007    |
| 2.7 TDI | Avant       | BPP       | 2698       | Iniezione diretta common rail                        | 180/ 3300-4250 | 380/ 1400-3300 | Anteriore | Manuale 6 marce       | 1.600              | 224          | 8"6                 | 6,8                | 182                   | 01/2006-03/2008    |
| 3.0 TDI quattro (204 CV) | Berlina     | BKN       | 2967       | Iniezione diretta common rail                        | 204/ 3500-4500 | 450/ 1400-3150 | Integrale | Manuale 6 marce       | 1.610              | 235          | 7"2                 | 7,6                | 204                   | 11/2004-12/2005    |
| 3.0 TDI quattro (204 CV) | Avant       | BKN       | 2967       | Iniezione diretta common rail                        | 204/ 3500-4500 | 450/ 1400-3150 | Integrale | Manuale 6 marce       | 1.660              | 231          | 7"4                 | 7,5                | 202                   | 11/2004-12/2005    |
| 3.0 TDI quattro (233 CV) | Berlina     | ASB       | 2967       | Iniezione diretta common rail                        | 233/ 3500-4000 | 450/ 1400-3250 | Integrale | Manuale 6 marce       | 1.610              | 245          | 6"8                 | 7,8                | 204                   | 01/2006-09/2007    |
| 3.0 TDI quattro (233 CV) | Avant       | ASB       | 2967       | Iniezione diretta common rail                        | 233/ 3500-4000 | 450/ 1400-3250 | Integrale | Manuale 6 marce       | 1.660              | 241          | 7"                  | 7,6                | 204                   | 01/2006-03/2008    |
| Note: 1Fino al 11/2005 il FAP era solo optional, divenne di serie dal 12/2005 2Non per tutti i mercati, di norma nei mercati in cui era prevista una variante di cambio non era prevista l'altra, salvo alcune rare eccezioni come ad esempio il mercato italiano, in cui nei primi mesi venne previsto un manuale a 6 marce, successivamente sostituito da un cambio Multitronic |             |           |            |                                                      |                |                |           |                       |                    |              |                     |                    |                       |                    |